# 4564 Clayton
4564 Clayton este un asteroid din centura principală, descoperit pe 6 martie 1981 de Schelte Bus.